# Барабу (Вісконсин)
Барабу (англ. Baraboo) — місто (англ. city) в США, в окрузі Сок штату Вісконсин. Населення — 12 556 осіб (2020).

## Географія
Барабу розташований за координатами 43°28′10″ пн. ш. 89°44′14″ зх. д. / 43.46944° пн. ш. 89.73722° зх. д. (43.469408, -89.737289).  За даними Бюро перепису населення США в 2010 році місто мало площу 19,35 км², з яких 19,15 км² — суходіл та 0,20 км² — водойми.

## Демографія
Згідно з переписом 2010 року, у місті мешкало 12 048 осіб у 5161 домогосподарстві у складі 3016 родин. Густота населення становила 623 особи/км².  Було 5619 помешкань (290/км²).
Расовий склад населення:
| - 94,0 % — білих - 1,3 % — чорних або афроамериканців - 1,0 % — корінних американців - 0,5 % — азіатів - 0,1 % — вихідців з тихоокеанських островів - 1,5 % — осіб інших рас |

До двох чи більше рас належало 1,6 %. Частка іспаномовних становила 3,7 % від усіх жителів.
За віковим діапазоном населення розподілялося таким чином: 23,8 % — особи молодші 18 років, 60,6 % — особи у віці 18—64 років, 15,6 % — особи у віці 65 років та старші. Медіана віку мешканця становила 38,0 року. На 100 осіб жіночої статі у місті припадало 96,5 чоловіків;  на 100 жінок у віці від 18 років та старших — 93,4 чоловіків також старших 18 років.
Середній дохід на одне домашнє господарство  становив 50 069 доларів США (медіана — 38 793), а середній дохід на одну сім'ю — 61 423 долари (медіана — 51 638). Медіана доходів становила 41 237 доларів для чоловіків та 33 184 долари для жінок. За межею бідності перебувало 17,8 % осіб, у тому числі 24,5 % дітей у віці до 18 років та 11,9 % осіб у віці 65 років та старших.
Цивільне працевлаштоване населення становило 5921 особа. Основні галузі зайнятості: мистецтво, розваги та відпочинок — 18,4 %, виробництво — 18,3 %, роздрібна торгівля — 16,6 %, освіта, охорона здоров'я та соціальна допомога — 15,8 %.